# توبیاس استفن
توبیاس استفن (انگلیسی: Tobias Steffen؛ زادهٔ ۳ ژوئن ۱۹۹۲) بازیکن فوتبال اهل آلمان است.
از باشگاه‌هایی که در آن بازی کرده‌است می‌توان به باشگاه فوتبال بایر ۰۴ لورکوزن، باشگاه فوتبال اس‌سی فورتونا کلن، باشگاه فوتبال روت‌وایس اسن، و باشگاه فوتبال انرژی کوتبوس اشاره کرد.